# Мертон (тауншип, Миннесота)
Мертон (англ. Merton) — тауншип в округе Стил, Миннесота, США. На 2000 год его население составило 380 человек.

## География
По данным Бюро переписи населения США площадь тауншипа составляет 93,0 км², из которых 92,7 км² занимает суша, а 0,3 км² — вода (0,28 %).

## Демография
По данным переписи населения 2000 года здесь находились 380 человек, 140 домохозяйств и 110 семей.  Плотность населения —  4,1 чел./км².  На территории тауншипа расположено 159 построек со средней плотностью 1,7 построек на один квадратный километр. Расовый состав населения: 95,00 % белых, 0,26 % афроамериканцев, 1,32 % — других рас США и 3,42 % приходится на две или более других рас. Испанцы или латиноамериканцы любой расы составляли 5,26 % от популяции тауншипа.
Из 140 домохозяйств в 32,1 % воспитывались дети до 18 лет, в 67,9% проживали супружеские пары, в 2,9 % проживали незамужние женщины и в 21,4 % домохозяйств проживали несемейные люди. 17,9 % домохозяйств состояли из одного человека, при том 7,1 % из — одиноких пожилых людей старше 65 лет. Средний размер домохозяйства — 2,71, а семьи — 3,09 человека.
26,6 % населения — младше 18 лет, 6,1 % — в возрасте от 18 до 24 лет, 28,4 % — от 25 до 44, 22,4 % — от 45 до 64, и 16,6 % — старше 65 лет. Средний возраст — 38 лет. На каждые 100 женщин приходилось 109,9 мужчин.  На каждые 100 женщин старше 18 приходилось 114,6 мужчин.
Средний годовой доход домохозяйства составлял 52 875 долларов, а средний годовой доход семьи —  55 250 долларов. Средний доход мужчин —  32 375  долларов, в то время как у женщин — 23 125. Доход на душу населения составил 21 321 доллар. За чертой бедности находились 1,0 % семей и 2,7 % всего населения тауншипа, из которых 3,9 % младше 18 и 1,6 % старше 65 лет.